# Escola Secundária Infanta Dona Maria
A Escola Secundária Infanta Dona Maria fica situada em Coimbra, Portugal. Possui o título de melhor escola secundária pública a nível nacional.

## História
Fundada a 14 de Julho de 1918 como Liceu Feminino de Coimbra, mas só a 19 de Fevereiro de 1919 é que começou com as actividades lectivas no edifício número 111 da Avenida Sá da Bandeira, edifício que ainda existe nos dias de hoje. No mesmo ano, passou a designar-se Liceu Nacional Infanta Dona Maria.
Do edificio 111 da Sá da Bandeira, passou a ocupar a antiga Quinta da Raínha (actual instituto maternal), em 1932 e, mais tarde, o Colégio de São Bento (onde se situa nos dias de hoje o Instituto de Antropologia), em 1937.
A 1 de Outubro de 1948, o liceu passa a ocupar um edifício que ainda hoje ocupa, situado junto do Estádio Municipal de Coimbra, uma zona praticamente deserta nessa época.
Este edificio dispunha de anfiteatros, salas de desenho, laboratórios, ginásio, cantina, salas de aula, secretaria, sala de professores, gabinete do reitor, biblioteca, campo de jogos e um bar.
Apesar de ser um edifício novo, não correspondia às necessidades do liceu, pois havia falta de salas e de espaço. Em 1963/64 foram iniciadas obras para o alargamento do espaço do liceu. Com estas obras obtiveram-se mais oito salas, um anfiteatro, quatro gabinetes e foram melhoradas as condições das salas de Física, Química, Ciências Naturais e da cantina. O edificio dispunha também de uma capela.
Mas havia outro problema, a cantina não abrangia toda a população escolar, uma vez que tinha capacidade para apenas cinquenta pessoas, o ginásio tinha um fraco pavimento, pois era encerado, o que provocava acidentes e os materiais existentes estavam desatualizados.
A biblioteca para a época era notável devido à quantidade de livros.
Os laboratórios desde o início dispunham de algum material e com o tempo foram ficando mais apetrechados.
Existia também uma estação meteorológica. Por outro lado, para além de não existir uma estufa para secagem de material experimental, as Ciências Naturais não dispuseram, em nenhum dos edifícios, de um local próprio.
As disciplinas do Liceu feminino eram iguais às do liceu masculino, mas com adaptações no que tocava, por exemplo, aos trabalhos manuais que eram à base de tarefas domésticas como bordados, rendas, trabalhos de malha, costura e criação de chapeús.
As disciplinas existentes eram:
Francês, Inglês, Moral, Governo Familiar e Saúde, Economia e Arte, Noções de Educação Política, Direito Usual, Higiene e Puericultura, Roupa Branca, Bordados e Técnicas, Chapéus, Flores e Arte Aplicada, Culinária, Educação Física e Canto Coral.
Na parte de Educação Física eram abordados o basquetebol, o voleibol e a dança.
Para além destas actividades, as alunas praticavam também actividades extra-curriculares.

## Curiosidades Históricas
O Dia do Liceu era dia 8 de Junho, dia do Nascimento da Infanta D. Maria.
Neste dia, havia uma sessão solene onde se distribuía prémios às alunas que mais se distinguiram no liceu. Este acontecimento era aproveitado para iniciar as alunas no trabalho escolar, através de um pequeno discurso de uma aluna que cumprimentava as suas colegas, convidando-as a seguirem o seu exemplo. Neste dia também se faziam exposições de trabalhos de Desenho, Trabalhos Manuais e Lavores.
No dia 10 de Junho, eram feitos discursos alusivos ao dia e faziam-se também recitações de poesia.
Realizavam-se festas de despedida das alunas finalistas.

## A Escola Secundária Infanta Dona Maria nos anos 90 e nos dias de hoje
Em 1998 foram comemorados os 50 anos do actual edifício da Escola.
No ano lectivo 2009/2010, o edifício encontrou-se em obras de remodelação que consistiram no melhoramento das infra-estruturas, modernização dos equipamentos escolares, construção de uma nova área desportiva e construção de um novo edifico com oficinas, laboratórios de química/física e biologia/geologia, um novo refeitório e mais salas de aulas.